# Matteo Berrettini
Matteo Berrettini (Rome, 12 april 1996) is een Italiaans tennisser. Hij deed mee aan verscheidene grandslamtoernooien. Hij heeft zeven ATP-toernooien en twee challengers in het enkelspel en twee ATP-toernooien in het dubbelspel op zijn naam staan.

## Palmares
| Legenda                       | Legenda               |
| ----------------------------- | --------------------- |
| Grand Slam                    |                       |
| Olympische Spelen             |                       |
| tot 2009                      | vanaf 2009            |
| Tennis Masters Cup            | ATP Finals            |
| ATP Masters Series            | ATP Tour Masters 1000 |
| ATP International Series Gold | ATP Tour 500          |
| ATP International Series      | ATP Tour 250          |

### Enkelspel
| Nr.                  | Datum            | Toernooi          | Ondergrond    | Tegenstander in finale  | Score                 | Details |
| -------------------- | ---------------- | ----------------- | ------------- | ----------------------- | --------------------- | ------- |
| Gewonnen finales     |                  |                   |               |                         |                       |         |
| 1.                   | 29 juli 2018     | ATP Gstaad        | Gravel        | Roberto Bautista Agut   | 7–6(9), 6–4           | Details |
| 2.                   | 28 april 2019    | ATP Boedapest     | Gravel        | Filip Krajinović        | 4–6, 6–3, 6–1         | Details |
| 3.                   | 16 juni 2019     | ATP Stuttgart     | Gras          | Félix Auger-Aliassime   | 6–4, 7–6(11)          | Details |
| 4.                   | 25 april 2021    | ATP Belgrado      | Gravel        | Aslan Karatsev          | 6–3, 7–6(5)           | Details |
| 5.                   | 20 juni 2021     | ATP Londen        | Gras          | Cameron Norrie          | 6–4, 6–7(5), 6–3      | Details |
| 6.                   | 12 juni 2022     | ATP Stuttgart (2) | Gras          | Andy Murray             | 6–4, 5–7, 6–3         | Details |
| 7.                   | 19 juni 2022     | ATP Londen (2)    | Gras          | Filip Krajinović        | 7–5, 6–4              | Details |
| 8.                   | 7 april 2024     | ATP Marrakesh     | Gravel        | Roberto Carballés Baena | 7–5, 6–2              | Details |
| 9.                   | 21 juli 2024     | ATP Gstaad (2)    | Gravel        | Quentin Halys           | 6–3, 6–1              | Details |
| 10.                  | 27 juli 2024     | ATP Kitzbühel     | Gravel        | Hugo Gaston             | 7–5, 6–3              | Details |
| Verloren finales     |                  |                   |               |                         |                       |         |
| 1.                   | 5 mei 2019       | ATP München       | Gravel        | Christian Garín         | 1–6, 6–3, 6–7(3)      | Details |
| 2.                   | 9 mei 2021       | ATP Madrid        | Gravel        | Alexander Zverev        | 7–6(8), 4–6, 3–6      | Details |
| 3.                   | 11 juli 2021     | Wimbledon         | Gras          | Novak Djokovic          | 7–6(4), 4–6, 4–6, 3–6 | Details |
| 4.                   | 24 juli 2022     | ATP Gstaad        | Gravel        | Casper Ruud             | 6–4, 6–7(4), 2–6      | Details |
| 5.                   | 23 oktober 2022  | ATP Napels        | Hardcourt     | Lorenzo Musetti         | 6–7(5), 2–6           | Details |
| 3.                   | 16 juni 2024     | ATP Stuttgart     | Gras          | Jack Draper             | 6–3, 6–7(5), 4–6      | Details |
| Gewonnen challengers |                  |                   |               |                         |                       |         |
| 1.                   | 23 juli 2017     | San Benedetto     | Gravel        | Laslo Đere              | 6–3, 6–4              |         |
| 2.                   | 25 februari 2018 | Bergamo           | Hardcourt (i) | Stefano Napolitano      | 6–2, 3–6, 6–2         |         |

### Dubbelspel
| Nr.                          | Datum             | Toernooi            | Ondergrond    | Partner           | Tegenstander in finale        | Score            | Details |
| ---------------------------- | ----------------- | ------------------- | ------------- | ----------------- | ----------------------------- | ---------------- | ------- |
| Gewonnen finales herendubbel |                   |                     |               |                   |                               |                  |         |
| 1.                           | 29 juli 2018      | ATP Gstaad          | Gravel        | Daniele Bracciali | Denis Moltsjanov Igor Zelenay | 7-6(2), 7-6(5)   | Details |
| 2.                           | 23 september 2018 | ATP Sint-Petersburg | Hardcourt (i) | Fabio Fognini     | Roman Jebavý Matwé Middelkoop | 7-6(6), 7-6(4)   | Details |
| Verloren finales herendubbel |                   |                     |               |                   |                               |                  |         |
| 1.                           | 22 september 2019 | ATP Sint-Petersburg | Hardcourt (i) | Simone Bolelli    | Divij Sharan Igor Zelenay     | 3-6, 6-3, [8-10] | Details |

### Landencompetities
| Nr.              | Datum                | Toernooi   | Ondergrond    | Partner(s)                                                                                           | Tegenstanders                                                                                                  | Score                 | Ref.    |
| ---------------- | -------------------- | ---------- | ------------- | --- | --- | --------------------- | ------- |
| Gewonnen finales |                      |            |               | | |                       |         |
| 1.               | 20-22 september 2021 | Laver Cup  | Hardcourt (i) | Daniil Medvedev Stéfanos Tsitsipás Alexander Zverev Andrej Roebljov Casper Ruud                      | Félix Auger-Aliassime Denis Shapovalov Diego Schwartzman Reilly Opelka John Isner Nick Kyrgios                 | 14-1 (9 wedstrijden)  | details |
| Verloren finales |                      |            |               | | |                       |         |
| 1.               | 7 januari 2021       | ATP Cup    | Hardcourt     | Fabio Fognini Simone Bolelli Andrea Vavassori                                                        | Andrej Roebljov Daniil Medvedev Jevgeni Donskoj Aslan Karatsev                                                 | 0-2 (2 wedstrijden)   | Details |
| 2.               | 23-25 september 2022 | Laver Cup  | Hardcourt (i) | Casper Ruud Rafael Nadal Stéfanos Tsitsipás Novak Djokovic Roger Federer Andy Murray Cameron Norrie  | Taylor Fritz Félix Auger-Aliassime Diego Schwartzman Frances Tiafoe Alex de Minaur Jack Sock                   | 8-13 (11 wedstrijden) | Details |
| 3.               | 8 januari 2023       | United Cup | Hardcourt     | Lorenzo Musetti Andrea Vavassori Marco Bortolotti Martina Trevisan Lucia Bronzetti Camilla Rosatello | Taylor Fritz Frances Tiafoe Denis Kudla Hunter Reese Jessica Pegula Madison Keys Alycia Parks Desirae Krawczyk | 0-4                   | Details |

## Resultaten grote toernooien
| Legenda | Legenda                          |
| ------- | -------------------------------- |
| g.t.    | geen toernooi gehouden           |
| l.c.    | lagere categorie                 |
| –       | niet deelgenomen                 |
| G       | uitgeschakeld in de groepsfase   |
| 1R      | uitgeschakeld in de eerste ronde |
| 2R      | uitgeschakeld in de tweede ronde |
| 3R      | uitgeschakeld in de derde ronde  |
| 4R      | uitgeschakeld in de vierde ronde |
| KF      | uitgeschakeld in de kwartfinale  |
| HF      | uitgeschakeld in de halve finale |
| F       | de finale verloren               |
| W       | het toernooi gewonnen            |
| w-v     | winst/verlies-balans             |

### Enkelspel
| toernooi             | 2018 | 2019 | 2020 | 2021 | 2022 | 2023 | 2024 | 2025 |
| -------------------- | ---- | ---- | ---- | ---- | ---- | ---- | ---- | ---- |
| grandslamtoernooien  |      |      |      |      |      |      |      |      |
| Australian Open      | 1R   | 1R   | 2R   | 4R   | HF   | 1R   | –    | 2R   |
| Roland Garros        | 3R   | 2R   | 3R   | KF   | –    | –    | –    |      |
| Wimbledon            | 2R   | 4R   | g.t. | F    | –    | 4R   | 2R   |      |
| US Open              | 1R   | HF   | 4R   | KF   | KF   | 2R   | 2R   |      |
| ATP Finals           |      |      |      |      |      |      |      |      |
| ATP Finals           | –    | G    | –    | G    | –    | –    | –    |      |
| ATP Masters 1000     |      |      |      |      |      |      |      |      |
| Indian Wells         | 2R   | 1R   | g.t. | 3R   | 4R   | 2R   | –    | 3R   |
| Miami                | –    | 1R   | g.t. | –    | –    | 2R   | 1R   | KF   |
| Monte Carlo          | –    | 1R   | g.t. | 2R   | –    | 3R   | 1R   |      |
| Madrid               | –    | –    | g.t. | F    | –    | –    | –    |      |
| Rome                 | 2R   | 3R   | KF   | 3R   | –    | –    | –    |      |
| Montreal/Toronto     | –    | –    | g.t. | –    | 1R   | 2R   | –    |      |
| Cincinnati           | –    | 1R   | 3R   | 3R   | 1R   | 1R   | 1R   |      |
| Shanghai             | –    | HF   | g.t. | g.t. | g.t. | –    | 2R   |      |
| Parijs               | –    | 2R   | 2R   | –    | –    | –    | 1R   |      |
| olympisch            |      |      |      |      |      |      |      |      |
| Olympische Spelen    | g.t. | g.t. | g.t. | –    | g.t. | g.t. | –    | g.t. |
| statistieken         |      |      |      |      |      |      |      |      |
| totaal aantal titels | 1    | 2    | 0    | 2    | 2    | 0    | 3    | 0    |
| eindejaarsranking    | 54   | 8    | 10   | 7    | 16   | 92   | 34   |      |